# Wirtsbach (Starnberger See)
Der Wirtsbach in Oberbayern ist ein Zufluss zum Starnberger See auf dessen Südostseite.
Der Bach entsteht westlich des Weilers Speck, unterquert die Bundesautobahn 95, fließt in weitgehend westlicher Richtung und mündet bei Sankt Heinrich von Südosten in den Starnberger See.